# 弯喙乌头
弯喙乌头（学名：Aconitum campylorrhynchum）为毛茛科乌头属下的一个种。

## 扩展阅读
- 維基物種上的相關：弯喙乌头